# Fenghuang (Xiangxi)
Fenghuang (en chino, 凤凰; pinyin, Fèng·Huáng (escuchar)ⓘ) es un condado bajo la administración directa de la Prefectura Xiangxi en la Provincia de Hubei, República Popular China.  Su área es de  1750 km² y su población total para 2015 superó los 420 mil habitantes. 

## Administración
Desde octubre de 2022, el  condado Fenghuang se divide en 17 pueblos que se administran en 13 poblados y 4  villas.

## Toponimia
El topónimo Fenghuang  [/fəng-Juáng/]   significa fénix y debe su nombre a una montaña que se encuentra en las afueras de la cabecera condal con forma de fénix.